# František Xaver Teyrovský
František Xaver Teyrovský (7. prosince 1866 Pacov – 7. července 1937 Pardubice) byl český advokát, básník a prozaik.
Narodil se v rodině Jana Teyrovského (1844) měšťana, mistra pekařského a Anny Teyrovské-Průšové (1846). Měl čtyři sourozence: Annu (1870–1890), Františku (1875–1875), Josefa (1877) a Edmunda (1882–1932) chemika. František Xaver se oženil s Ludmilou Cardovou (1869) a spolu měli syny Vladimíra (1898) a Zdeňka (1901).
Gymnázium vystudoval v Táboře, v Praze pak Právnickou fakultu Univerzity Karlovy (1907). V Praze pracoval jako advokát.
Druh Antonína Sovy jeví ve verši známky vlivu J. Vrchlického a jeho školy. Pěstoval hlavně baladiku a lyriku intimní a přírodní, v próze se uchyloval až ke karikujícímu humoru. Umělecký nadšenec jevil i vroucí vztah k divadlu.
Jaroslav Kunc
Používal pseudonym Xaver Tejřov. V Praze XII bydlel na adrese Třída maršála Foche 67.

## Dílo

### Spisy[4][5]
- K otázce druhého českého divadla: essay – 1899
- Rozkvět či úpadek?: divadelní studie – Praha: 1906
- Bohdanečský zápisník – 1931
- Postřehy a city: kniha sonetů – Praha: vlastním nákladem, 1932
- Devatero veselých: satira a humor – Praha: Ludvík Souček, 1935

### Verše
- V závětří: kronika – 1905
- Podzimní reverie: sonety – 1908